# 安然公司
安隆公司（英語：Enron Corporation，台湾译安隆或恩隆；股票代码：：ENRNQ），曾是一家位于美国的得克萨斯州休斯敦市的能源类公司。在2001年宣告破产之前，安然拥有约21000名雇员，是世界上最大的电力、天然气以及电讯公司之一，2000年披露的营业额达1010亿美元之巨。
公司连续六年被《财富》杂志评选为“美国最具创新精神公司”，然而真正使安隆公司在全世界声名大噪的，却是这个拥有上千亿资产的公司2002年在几周内破产，持续多年精心策划、乃至制度化、系统化的财务造假丑闻。安隆欧洲分公司于2001年11月30日申请破产，美国本部于2日后同样申请破产保护。目前公司的留守人员主要进行资产清理、执行破产程序以及应对法律诉讼。从安然醜聞案那时起，“安隆”已经成为公司欺诈以及堕落的象征。

## 成长
安然公司成立于1930年，最初名为北部天然气公司，是北美电力电灯公司、孤星天然气公司以及联合电灯铁路公司的合资公司。1941至1947年间，随着公司股票上市，公司的股权渐渐分散，到1979年，InterNorth Inc.成为公司的控股股东，并取代北部天然气公司在纽约证交所挂牌。
1985年，InterNorth收购竞争对手休斯敦天然气公司，並更名“安然”（Enron）。本来公司欲更名为“安特隆”，但很快因字意不雅（Enteron：肠子）而再次缩略。
公司最初从事美国全国的电力、天然气的配送，並在世界范围进行电厂的建设、管道铺设等基礎建設。1998年公司成立Azurix公司，进军水务业，并于1999年六月在纽约证交所部分上市。Azurix在主要的经营地布宜诺斯艾利斯未获成功，造成了巨额亏损，2001年4月安然宣布将关闭Azurix并出售其资产。
通过率先将电力、电信等业务及附属业务转化成可以买卖的金融产品，甚至包括非同寻常的“气候衍生产品”，安然自称公司一直保持着健康成长。《财富》杂志自1996年到2001年，持续6年将安然评为“美国最具创新精神公司”，2000年安然更被该杂志评为“全美100最佳雇主”，在华尔街精英中安然装修奢华的办公室也被奉为美谈。然而，正如後來被揭露的，安然报表所反映的许多利润被虚增，甚至是凭空捏造出来的，公司通过系列令人眼花缭乱的财务关联交易，将虧損的部分留在表外。

## 产品
安然在其网站“安然在线”上销售800种以上的产品，包括：
- 广告
- 风险控制
- 带宽业务
- 宽带服务
- 建筑服务
- 煤炭
- 信用风险控制
- 原油及其制品
- 电力
- 排放许可
- 能源采购
- 能源资产管理
- 智库
- 设备管理
- 森林产品
- 货运
- 媒体风险控制
- 金属交易
- 天然气
- 木材
- 液化石油气
- 石化产品
- 塑料
- 能源
- 本金投资
- 纸浆
- 日用品风险管理
- 货代
- 钢铁
- 水处理
- 气候风险控制
- 风能

公司同时从事广泛的期货贸易：糖、咖啡、羊毛、鱼肉及其他肉类。

## 安然在线
1999年11月安然开通在线服务。安然在线是第一个在全球的商家中实现在线交易的系统，但系统只允许用户与安然进行交易。因为在其他领域的投资失败以及网站本身所需的巨大现金投入，安然此时已陷入了现金枯竭的窘境，安然财务总部需要更多的金融创新来维持公司运行。

## 衰落

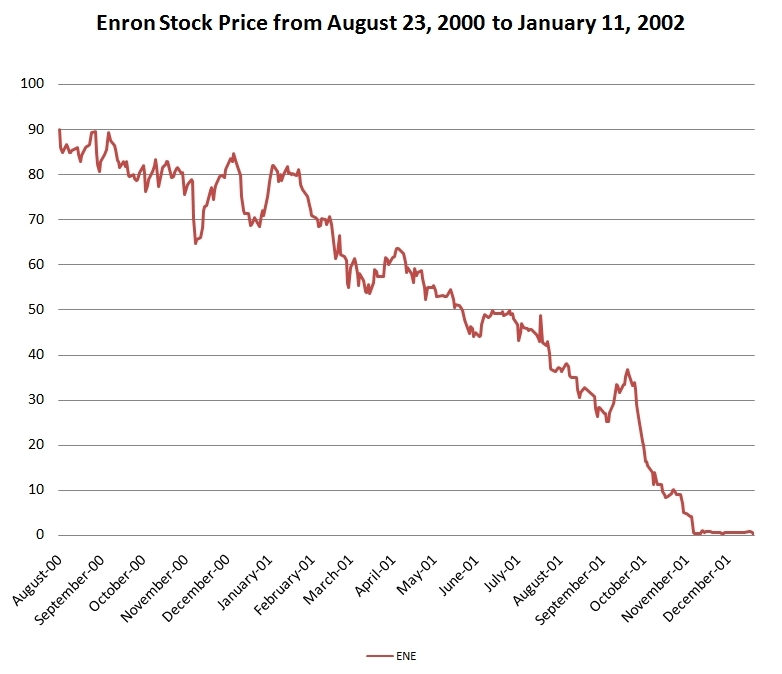
安隆股價：2000年8月23日（90美元）－2002年1月11日（0.12美元）

随着公司行贿以及在拉丁美洲、非洲以及菲律宾等地遭受政治压力的谣言甚嚣尘上，安然公司的全球形象日益受损。特别是在与印度馬哈拉施特拉邦电力公司一笔30亿美元的合约中，安然被指通过前总统比尔·克林顿和乔治·赫伯特·沃克·布什向印度政府部门施压，2002年1月9日，美国司法部宣布对安然进行罪案调查，并于1月24日举行国会听证会。
2001年11月中旬，在被卷入一系列会计欺诈丑闻之后，安然和其聘请的会计事务所“安达信”面临世上规模最大的破产深渊。一项由一家较小的能源类公司Dynegy发起的“白武士”拯救计划最终宣告失败。
在2001年裡，安然的股价崩盤，由90美元跌至0.3美元。由于安然股票历来被视为蓝筹股，因此这对金融市场造成了史无前例的毁灭性打击。股价的跳水，始于公司被揭发，通过与“特定目的公司”进行关联交易来虚增营业额和利润，而这些“特定目的公司”都是由安然实际控制的。这些关联交易导致公司的许多经营亏损未在财务报表中披露。这种作账手段从此被业界称为“安然经济”。

## 內線交易

### 开端
內線交易，又稱內幕交易，这里特指公司根据大量内部消息而进行的内部证券交易，在安然可以一直追溯到1980年代，最早有案可查的内線交易发生在1987年：审计师Woytek与Beard发现公司的银行记录显示数百万美元的款项由安然的户头划入两个名叫Louis Borget和Thomas Mastroeni的个人户头中。
据传Louis Borget和Thomas Mastroeni曾负责接待与科威特国家元首，获取了石油输出国组织实施工程的内部消息。这些内部消息使公司在石油交易中能够获得更丰厚的利润。在事情被审计师发现后，安然公司首席执行官肯尼思·萊支持了审计师进一步进行调查以“追回每一分钱”，然而，却没有立即对责任人展开追究。
两位审计师最终搜集到足够证据证明Borget和Mastroeni参与了内部交易并挪用公款。这些证据包括经篡改的银行记录。尽管证据充分，但两位审计师还是被公司董事长Mick Seidl和首席财务官Keith Kern告知终止调查。很显然，安然公司高层更加看重Borget为公司带来的巨额利润，相比之下，奉公守法反倒显得不那么重要。

### 发展
安隆显然没有从上述事件中吸取教训，为了追逐更多的利润，公司不惜以身试法。公司先后成立了多家境外公司，用境外公司来避税，提升公司盈利。境外公司的设立使安然得以随心所欲的调遣资金而不被注意，同时能够掩盖公司的经营亏损。这样，公司变得虚胖了。但同时，公司高級主管不得不在每个季度绞尽脑汁掩盖亏损、虚增利润，以至到了不能自拔的地步。
安然的股价屡创新高，公司的高管开始利用内部消息大把炒作自己的股票，金额达数千万美元。公司CFO一手创立境外公司虚增利润，一手操纵股价交易，使自己和朋友们的上亿美元股本稳赚不赔，而安然公司和其他不知情的股票投资者却要为此付出代价。
2000年8月，安然股票达到历史高位每股90美元，这时安然公司董事长开始抛售自己持有的公司股票，他当然知道公司所隐瞒的亏损有多少。与此同时，一般投资者被建议继续買进安然股票，股价还会无休止的漲下去。安然高层向投资者承诺公司股价会漲到130-140美元一股，背地里却悄悄将自己手里的公司股票出空，因为他们知道公司前景不妙。
公司高层的抛售行为导致了安然股价回落，而投资者仍然被建议继续买进或持有安然股票，他们被暗示股价即将反弹。 來面对市场的不利传闻，深居不出，直到無法回避时才出来发表一则声明鼓勵投资者，保证公司运转一切正常。
到2001年8月15日，安然的股价已经跌至42美元一股。许多投资者仍旧深信萊的讲话，认为安然股票会引领市场，他们越买越亏、越亏越买。到10月底，股价已跌至15美元，而很多投资者却视此为一个买入安然的良机，只因为萊不断在媒体上为他们加油打气。直到一个月后，2001年11月28日，公众才获知了安然以前所隐藏的经营亏损，而这时安然的股价已经跌破1美元。
安然公司執行長萊被指控于11月28日当天售出总价超过7000万美元的公司股票用以偿还公司贷款，此外，他还在二级市场抛出2000万元公司股票。他的妻子琳達，也被指控抛售总价120万美元的安然股票，但抛售所得没有进入她个人的腰包，而是被直接划入某慈善基金，用于慈善资助慈善机构。股票交割单显示琳達在当天10:00至10:20下单，而安然丑闻被公诸于世是在10：30。
安然前部门经理Paula Rieker被指控犯内部交易罪。她曾以15.51美元的价格买入18,380股安然股票，于2001年7月以每股49.77美元的价格抛出，时间正是在公众获晓她对公司10.2亿美元亏损知情的前一周。

### 后果
2005年12月28日，安然公司前首席会计师Richard Causey向法庭认罪，承认犯有证券欺诈罪。他被判7年监禁，并处罚金125万美元。如果Richard Causey同意配合法庭检举肯尼思·莱以及杰弗里·斯基林的罪行，他可获减刑2年。
2006年1月13日，职业说客，绰号“谋士”的William Roberts承认在安然案调查期间曾冒充参议院委员会职员。2004年6月，一家德国银行雇佣Roberts去说服参议院某委员会开立一份该银行已就安然倒闭做过尽职调查的证明。
美国法院於2006年1月对安然公司创始人、前董事长肯尼思·莱和前首席执行官杰弗里·斯基林为在公司丑闻中的作为进行审判，一同受审的还有公司前CFO Richard Causey。起诉书长达65页，涉及53项指控，包括骗贷、财务造假、证券欺诈、电邮诈欺、策划并参与洗钱、内部违规交易等等。安然的律师曾提出要求进行不公开审判，并把案件审理地点放在休斯敦以外的的地方，理由是他们认为在安然所在地公众的负面影响会妨碍审判的公正性，但这些要求都被美国地方法官Sim Lake驳回。
肯尼斯·莱对自己所面对的11项指控进行无罪辩护，他声称自己事先对丑闻毫不知情，完全被手下误导了。美国证券委员会（SEC）准备对肯尼思·莱处以9000万美元以上的罚款，这笔罚金还不包括股東提出的的赔偿要求。同时，SEC还将取消肯尼思·莱今后在任何上市公司担任管理职务的资格。
肯尼斯·莱的妻子琳達的案子比较复杂。琳達在2001年11月28日安然倒闭的消息公開宣布的前30分钟至前10分钟，抛出了50万股安然股票，而安然高管早在一年前就知道公司将会崩溃，这一点显然对他很不利。但是，她随后抛售股票的所得捐入家族经营的慈善基金，该基金的所有收益都将用于公益事业。同时，由于涉及婚姻隐私权，无法强迫肯尼斯夫妻披露他们之间是如何沟通安然公司事务的。因此，要证明琳達知晓安然内部消息，还需要第三方证人。这两点都对起诉构成了障碍。
安然公司前投资公关部经理葆拉·里克尔承认犯有内部交易罪。里克尔同意不再担任任何上市公司管理职务。因为里克尔曾负责安然公司向分析师披露消息，她还是本案的重要污点证人。
2006年5月25日，负责安然丑闻案的陪审团宣布，肯尼思·莱和杰弗里·斯基林犯有欺诈等多项罪行。10月6日，美国休斯敦联邦地区法院作出判决，葆拉·里克尔因犯内部交易罪被判有期徒刑10年，缓刑两年。10月17日，休斯敦地区法院以肯尼思·莱已去世为由，撤销了对他的多项刑事指控。10月23日，休斯敦联邦地区法院作出判决，杰弗里·斯基林被判处24年又4个月徒刑。11月17日，休斯敦联邦地区法院作出判决，对两名充当污点证人的安然公司前高管予以从轻发落。前首席财务官助手的迈克尔·科珀最终获刑3年零1个月；前投资公关部主管马克·凯尼格获刑1年零6个月。

## 影响
安然事件的长期影响尚无法预料，但目前此事已震动到美国和英国政坛，据悉自1990年以来安然向两国政要献金超过600万美元。与此同时，以前与安然有染的机构也被殃及，为安然服务的著名五大国际会计事务所之一安达信被诉妨碍司法公正，并因此倒闭，更由此引出另一电信巨头世通公司的丑闻，随后世通公司宣告破产，取代安然成为历史上最大的倒闭案。花旗集团、摩根大通、美國银行等也因涉嫌财务欺诈，向安然破产的受害者分别支付了20亿、22亿和6900万美元的赔偿金。
2002年11月1日安然舞弊行为的策划者，前CFO費斯托（Andrew Fastow）被联邦大陪审团以78项罪名起诉，罪名包括诈骗、洗钱等。他的妻子莉（Lea Fastow），公司前助理出纳于1月14日向法院认罪。費斯托本人被法院判处10年监禁外加2380万美元罚金；莉被从轻判处监禁5个月，缓刑1年，作为回报，莉同意充当污点证人。
安然前出纳Ben Glisan Jr.是最早因安然事件而被送进监狱的人，他承认犯有共谋证券欺诈以及邮电欺诈。
曾提出“死亡之星”交易策略的能源交易员John Forney也因在安然事件中涉嫌欺诈而被起诉，他的上司现在都是该案的污点证人。
安然事件导致了（Sarbanes-Oxley Act，台湾译沙宾法案）的产生，该法案被视为自1930年代以来美国证券法最重要的修改。
随着安然的破产，公司员工的养老金计划成了一个问题，为此美国养老金保险公司已经启动了一项拯救计划。

## 重组
自从2001年申请破产以来，安然公司一直试图重组以尽可能挽回债权人的损失。在公司倒闭后不久，公司的创新核心能源交易部门被美林公司买下。安然的同行业竞争者Dynegy公司的拯救计划曾给安然带来了最后一线生机，但谈判最终因Dynegy寻求对安然的控股方北部天然气公司的控制权而宣告失败。
最终的破产计划于2003年开始付诸实施，涉及从安然分离出三个新的独立公司：CrossCountry Energy L.L.C.,、Prisma Energy International Inc和Portland General Electric。
公司的剩余资产将被拍卖。

## 相關作品
電影《安隆風暴》（Enron: The Smartest Guys in the Room）被提名第78屆奧斯卡金像獎最佳紀錄片